# Alau
Alau (en népalais : अलौ) est un comité de développement villageois du Népal situé dans le district de Parsa. Au recensement de 2011, il comptait 8 566 habitants.